# 31 ianuarie
ianuarie • februarie • martie  • aprilie  • mai  • iunie  • iulie  • august  • septembrie  • octombrie  • noiembrie  • decembrie
31 ianuarie este a 31-a zi a calendarului gregorian. Mai sunt 334 de zile până la sfârșitul anului (335 de zile în anii bisecți).

## Evenimente

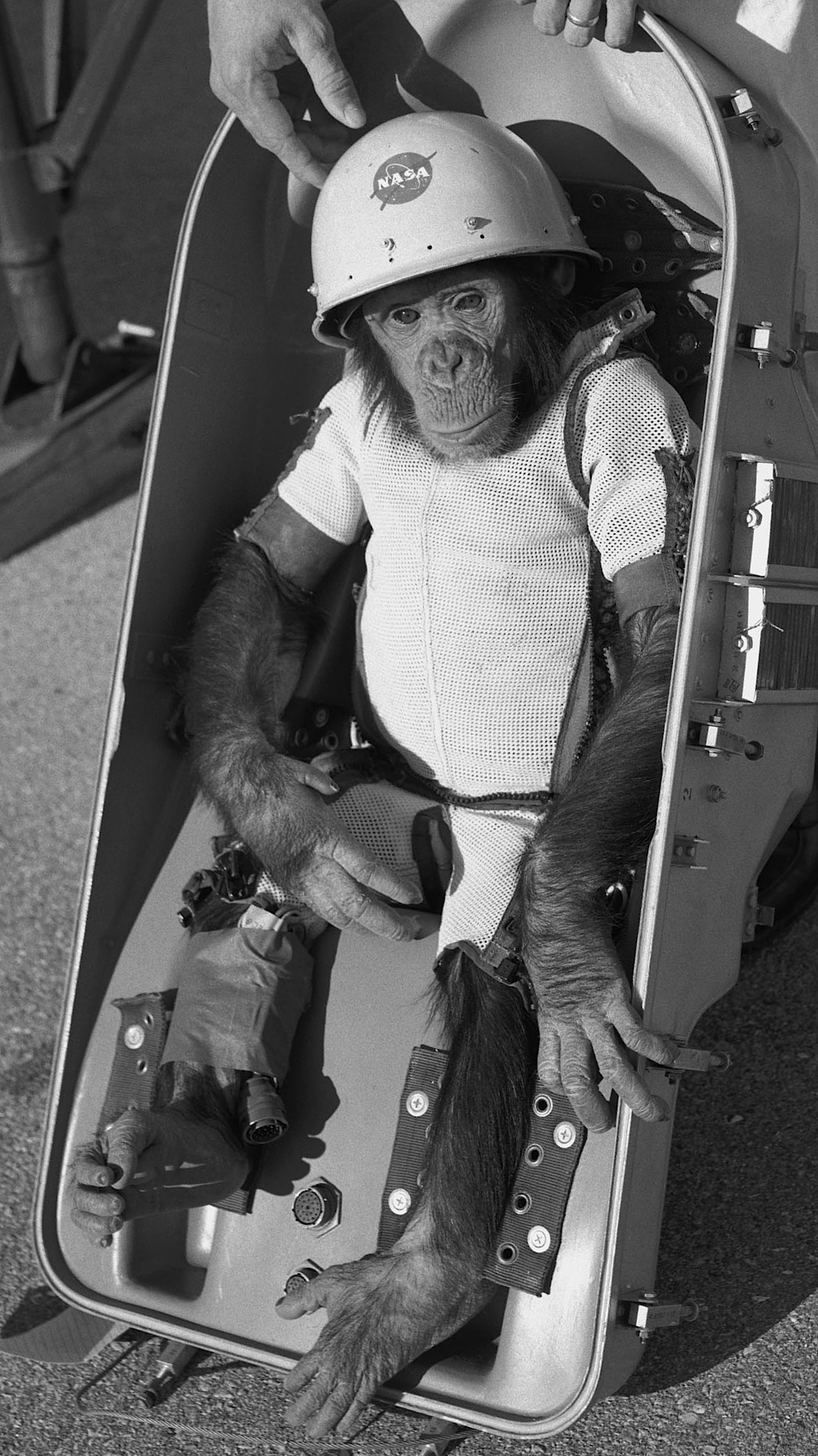
1961: Cimpanzeul Ham, primul hominid lansat în spațiu, a făcut un zbor suborbital în misiunea Mercury-Redstone 2, parte a proiectului Mercury al programului spațial american.. Zborul a durat 16 minute și 39 de secunde după care capsula a aterizat în Oceanul Atlantic. Singura lui vătămare fizică a fost un nas învinețit.

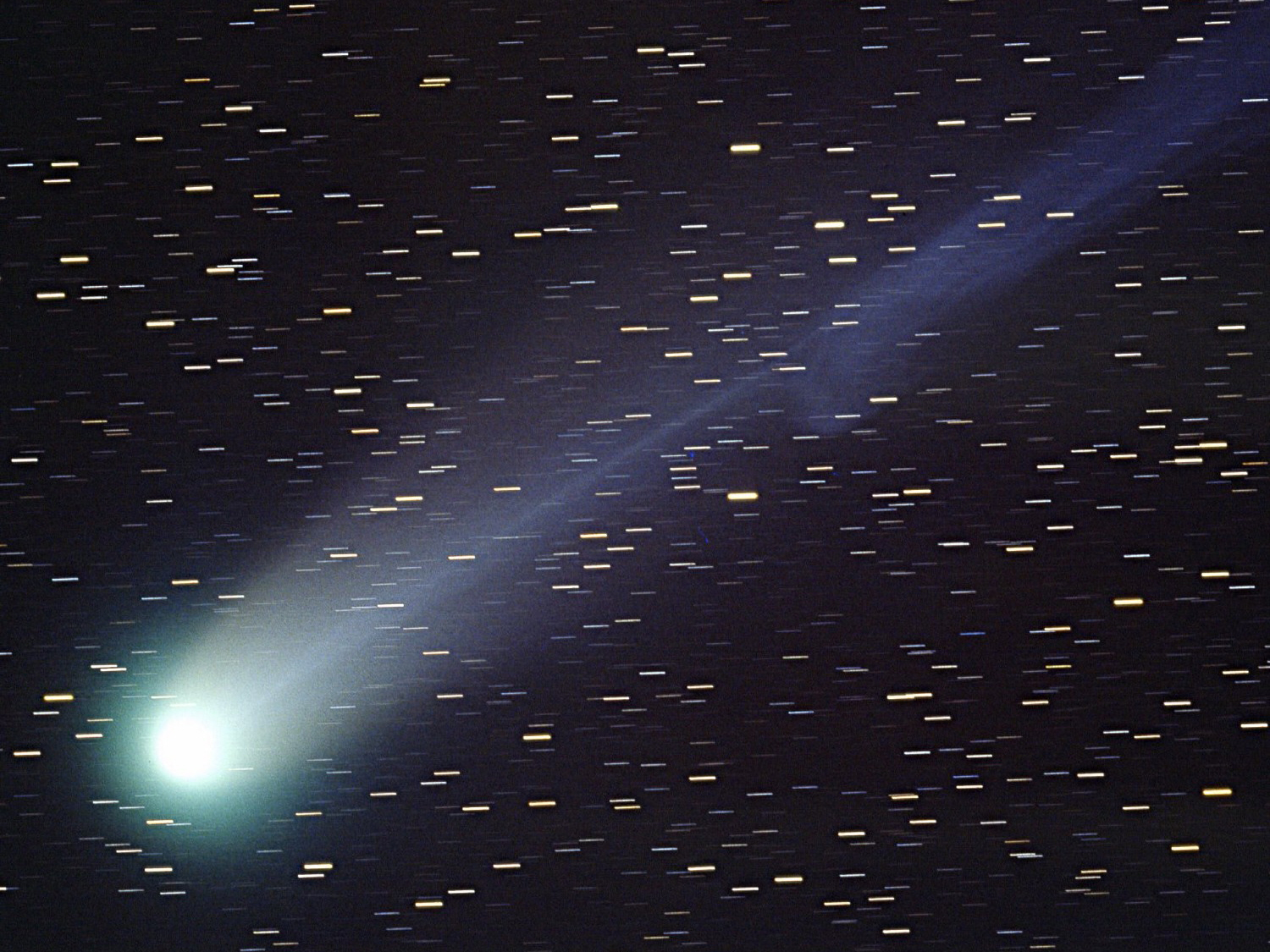
1996: Astronomul japonez amator Yūji Hyakutake descoperă Cometa Hyakutake, care a trecut foarte aproape de Terra în martie a acelui an. A fost supranumită „Marea cometă din 1996”; trecerea sa pe lângă Terra a fost una dintre cele mai apropiate abordări cometare din ultimii 200 de ani.

- 0106: Se termină reconstrucția podului peste Dunăre (cu o lungime de 1135 m) la Drobeta, de către Apolodor din Damasc.
- 0314: Papa Silvestru I este consacrat, ca succesor al regretatului Papă Miltiade.[4]
- 1208: Are loc Bătălia de la Lena între regele Sverker al II-lea al Suediei și rivalul său, prințul Eric, a cărui victorie îl pune pe tron sub numele de regele Eric al X-lea al Suediei.[5]
- 1504: Tratatul de la Lyon pune capăt războiului italian, confirmând dominația franceză în nordul Italiei, în timp ce Spania primește Regatul Napoli.
- 1578: Bătălia de la Gembloux se termină cu victoria forțele spaniole conduse de Don Juan de Austria asupra unei armate rebele de olandezi, flamanzi, englezi, scoțieni, germani, francezi și valoni.[6]
- 1747: Se deschide spitalul London Lock ca prima clinică specializată în boli venerice și de piele. Pacienții cu sifilis sunt clienții lor în primii ani.
- 1834: Se deschide, la București, Școala de muzică vocală, de declamație și literatură a „Societății Filarmonice”.
- 1844: Emanciparea țiganilor aparținând așezămintelor bisericești și mănăstirilor de către Mihail Sturdza, Domnul Moldovei (1834-1849). La 14 ianuarie 1844, au fost eliberați și țiganii robi ai statului.
- 1862: Astronomul american Alvan Graham Clark descoperă steaua pitică albă Sirius B, un companion al lui Sirius, printr-un telescop de 47 cm situat acum la Universitatea Northwestern.
- 1863: În Franța este publicat pentru prima dată romanul Cinq Semaines en ballon („Cinci săptămâni în balon”) de Jules Verne.[7]
- 1891: Prima încercare de revoluție republicană portugheză izbucnește în orașul nordic Porto.
- 1901: A avut loc premiera absolută a capodoperei cehoviene „Trei surori", la Teatrul de artă din Moscova (regia: K. S. Stanislavski).
- 1920: Inaugurarea "Universității din Cluj", deschisă de Consiliul Dirigent al Ardealului în prezența Regelui Ferdinand I.
- 1929: Leon Troțki este exilat la Alma-Ata împreună cu alți membri ai opoziției.
- 1942: Al Doilea Război Mondial: Forțele aliate sunt înfrânte de japonezi la bătălia de la Malaya și se retrag în Singapore.
- 1943: Al Doilea Război Mondial: Mareșalul german Friedrich Paulus se predă sovieticilor la Stalingrad, urmat 2 zile mai târziu de restul armatei sale a șasea, punând capăt uneia dintre cele mai aprige bătălii ale războiului.
- 1944: Al Doilea Război Mondial: Debarcarea forțelor aliate în Arhipelagul Marshall.
- 1946: Noua constituție a Iugoslaviei, modelată după cea a Uniunii Sovietice, stabilește șase republici constitutive (Bosnia și Herțegovina, Croația, Macedonia, Muntenegru, Serbia și Slovenia).
- 1950: Președintele american Harry S. Truman anunță un program pentru dezvoltarea bombei cu hidrogen la câteva luni după primul test sovietic cu arme nucleare. Este testată ca Ivy Mike în 1952.
- 1958: Prima lansare, reușită, în Cosmos a unui satelit construit de SUA – Explorer 1.
- 1961: Cimpanzeul Ham, primul hominid lansat în spațiu, a făcut un zbor suborbital în misiunea Mercury-Redstone 2, parte a proiectului Mercury al programului spațial american.[1][2] Zborul a durat 16 minute și 39 de secunde după care capsula a aterizat în Oceanul Atlantic. Singura lui vătămare fizică a fost un nas învinețit.[3]
- 1964: Guvernele român și suedez hotărăsc să ridice legațiile lor de la Stockholm și București la rangul de ambasade.
- 1966: Uniunea Sovietică lansează nava fără pilot Luna 9 ca parte a programului Luna. Va efectua prima aterizare moale a unei sonde pe 3 februarie.
- 1967: România și Republica Federală Germania au stabilit relații diplomatice la nivel de ambasadă.
- 1971: Programul Apollo: Astronauții Alan Shepard, Stuart Roosa și Edgar Mitchell, la bordul unui Saturn V, se îndreaptă spre o misiune în Munții Fra Mauro de pe Lună. (Apollo 14)
- 1977: Se deschide la Paris Centrul Cultural „Georges-Pompidou”, proiectat de Renzo Piano, Richard Rogers și Gianfranco Franchini.
- 1990: A fost deschis la Moscova primul restaurant McDonald's.
- 1996: Astronomul japonez amator Yūji Hyakutake descoperă Cometa Hyakutake, care a trecut foarte aproape de Terra în martie a acelui an.[8] A fost supranumită „Marea cometă din 1996”; trecerea sa pe lângă Terra a fost una dintre cele mai apropiate abordări cometare din ultimii 200 de ani.
- 2001: Pronunțarea verdictului în procesul privind atentatul de la Lockerbie, din 1988, în urma căruia cetățeanul libian Abdel Basset Ali al-Megrahi a fost condamnat la închisoare pe viață, iar cel de-al doilea suspect, Al Amine Khalifa Fhimah, a fost achitat de către instanța scoțiană.
- 2010: Avatar devine primul film cu încasări de peste 2 miliarde de dolari la nivel mondial.
- 2020: Marea Britanie părăsește Uniunea Europeană, după 47 de ani ca stat membru, din 1 ianuarie 1973 (în Comunitatea Economică Europeană).

## Nașteri
- 1756: Marie-Thérèse de Savoia, soția regelui Carol al X-lea al Franței (d. 1805)
- 1797: Franz Schubert, compozitor austriac (d. 1828)
- 1854: David Emmanuel, matematician român (d. 1941)
- 1856: Hermann von François, general german din Primul Război Mondial (d. 1933)
- 1857: Henri-Camille Danger, pictor francez (d. 1939)
- 1868: Theodore William Richards, chimist american, laureat Nobel (d. 1928)
- 1884: Theodor Heuss, om politic german, președinte al RFG (d. 1963)
- 1921: John Agar, actor american (d. 2002)
- 1923: Norman Mailer, prozator american (d. 2007)
- 1926: Dominic Stanca, poet și prozator român (d. 1976)
- 1926: Maria Emanuel, Margraf de Meissen, șeful Casei de Saxonia (d. 2012)

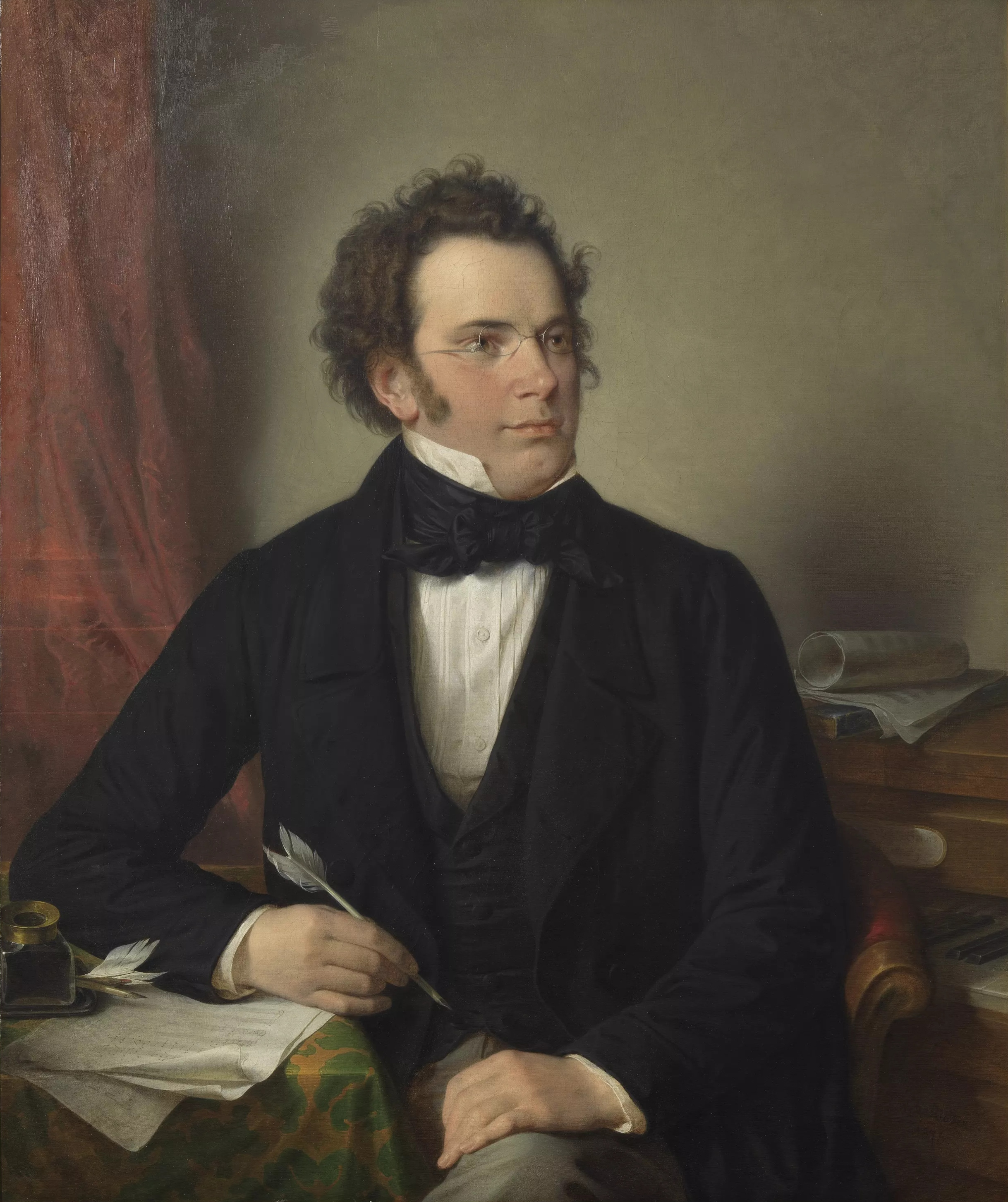
Franz Schubert, compozitor austriac
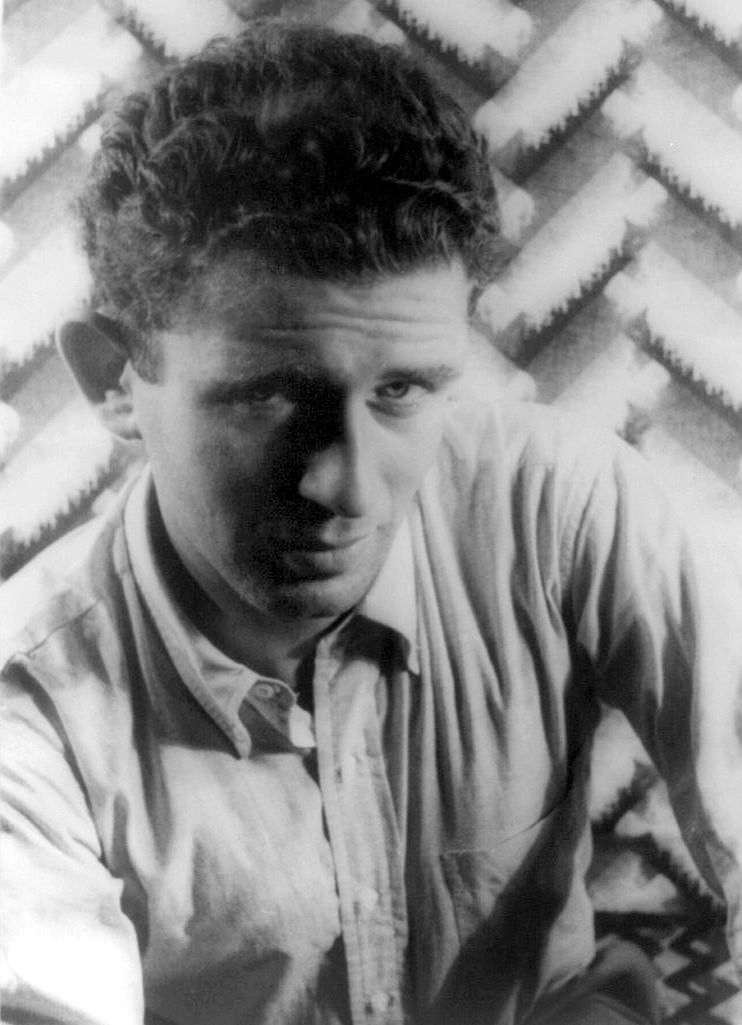
Norman Mailer, prozator american
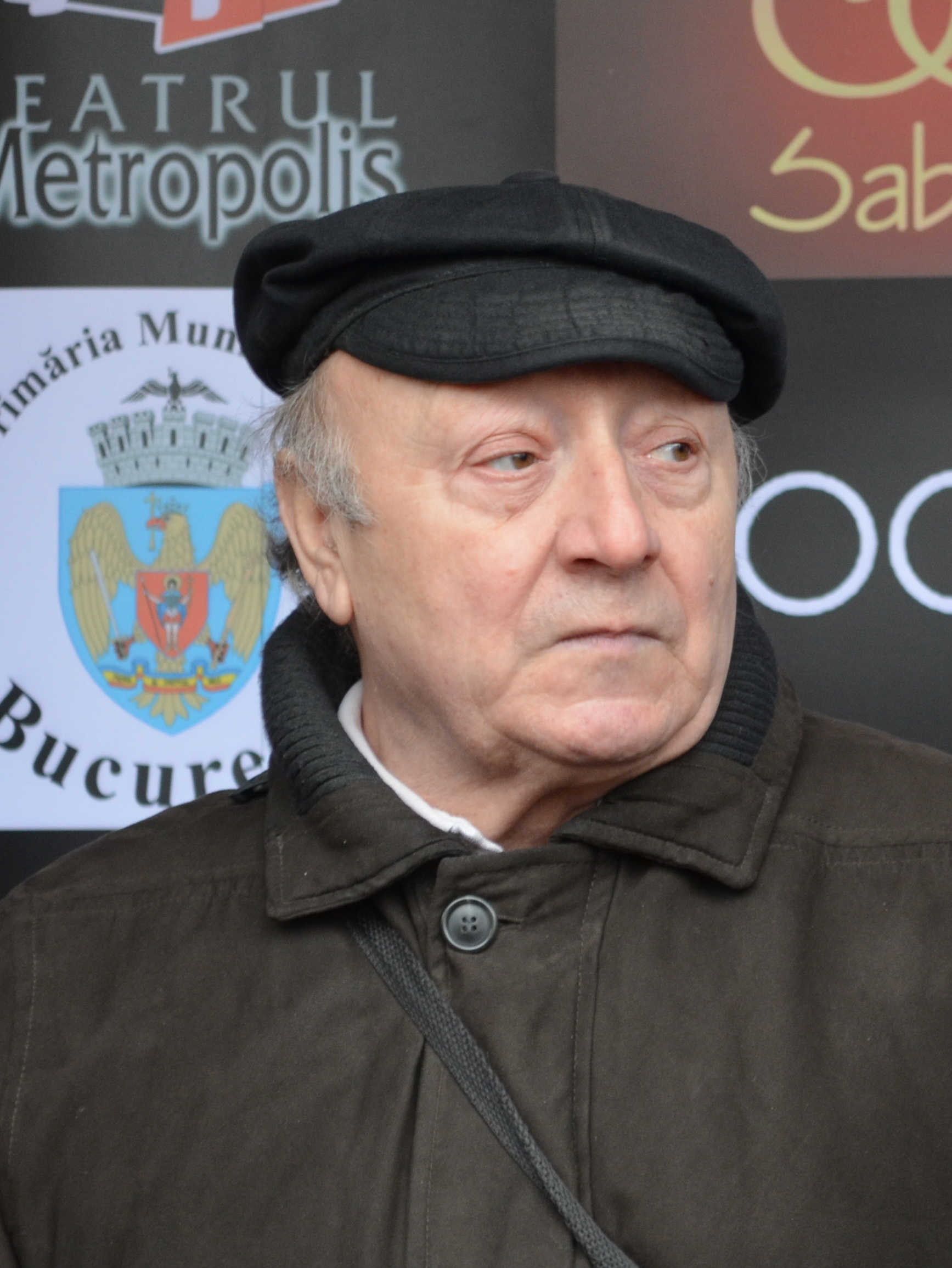
Marin Moraru, actor român

- 1929: Rudolf Mössbauer, fizician german, laureat al Premiului Nobel (d. 2011)
- 1937: Mircea Micu, poet, prozator și dramaturg român (d. 2010)
- 1937: Philip Glass, compozitor american
- 1937: Marin Moraru, actor român de teatru și film (d. 2016)
- 1938: Regina Beatrix a Regatului Țărilor de Jos
- 1938: Lucia Mureșan, actriță română de teatru și film (d. 2010)
- 1938: Ajip Rosidi, scriitor indonezian
- 1951: Cornel Popa, politician român
- 1953: Ovidiu Lipan „Țăndărică", muzician român, fost membru al grupului „Phoenix"
- 1955: Virginia Ruzici, jucătoare română de tenis
- 1981: Justin Timberlake, cântăreț american
- 1982: Elena Paparizou, cântăreață greacă, câștigătoare a Eurovision 2005

## Decese
- 1418: Mircea cel Bătrân, domn al Țării Românești
- 1870: Cilibi Moise, scriitor român de origine evreiască (n. 1812)
- 1920: Émile Vernon, pictor francez (n. 1872)
- 1918: Ivan Pulyui, fizician, inventor și patriot ucrainean (n. 1845)
- 1933: John Galsworthy, scriitor englez, laureat al Premiului Nobel pentru Literatură pe anul 1932 (n. 1867)

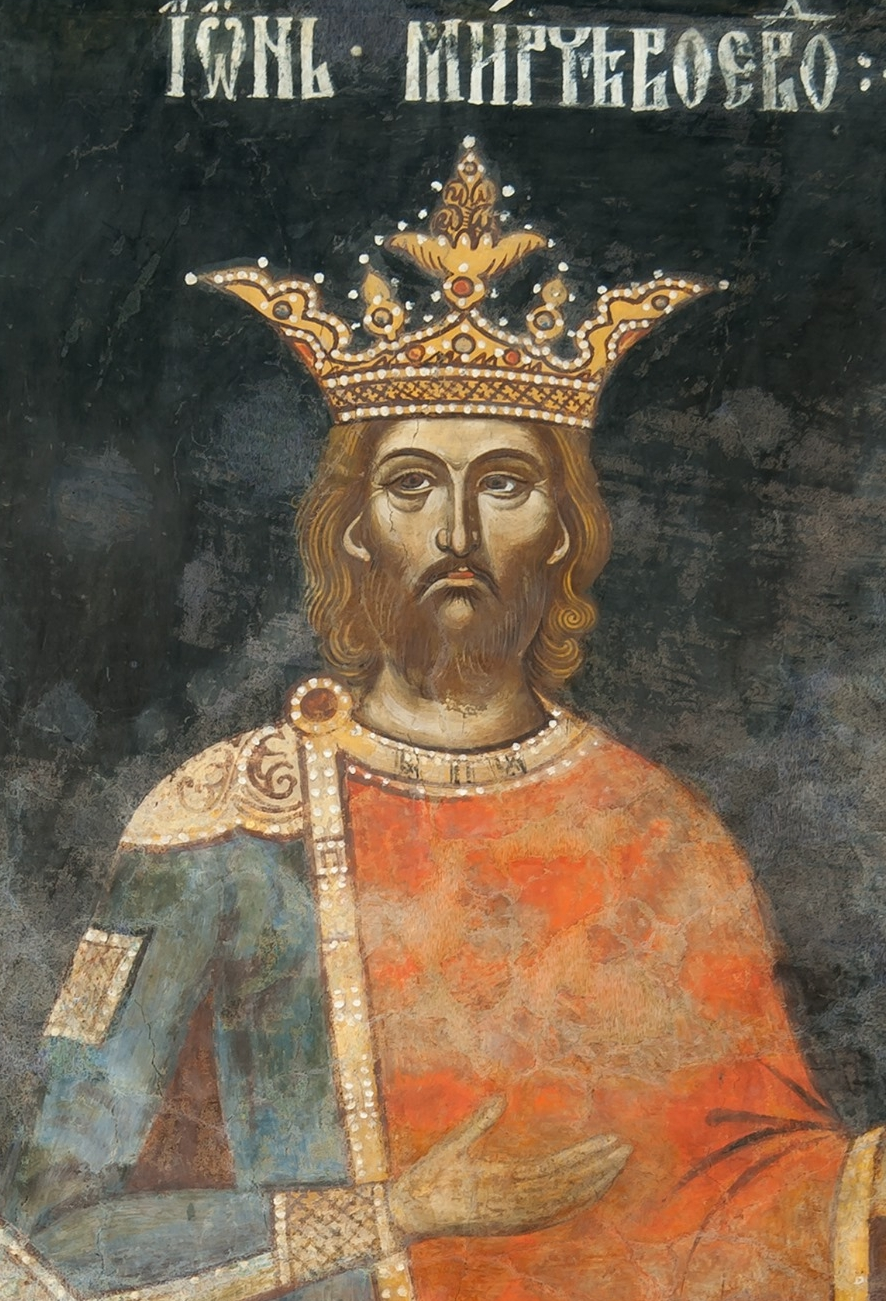
Mircea cel Bătrân, domn al Țării Românești
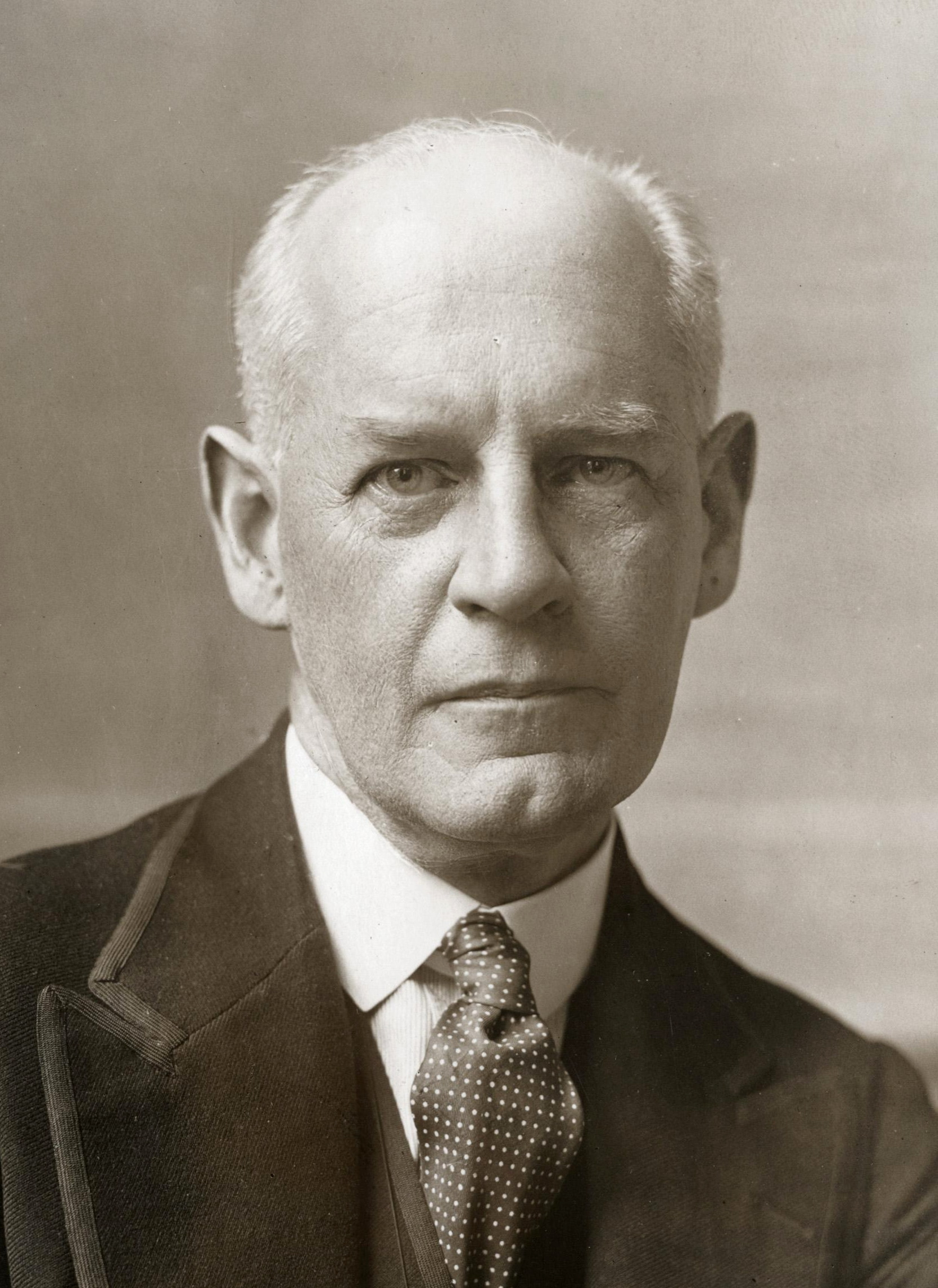
John Galsworthy, scriitor englez, laureat Nobel
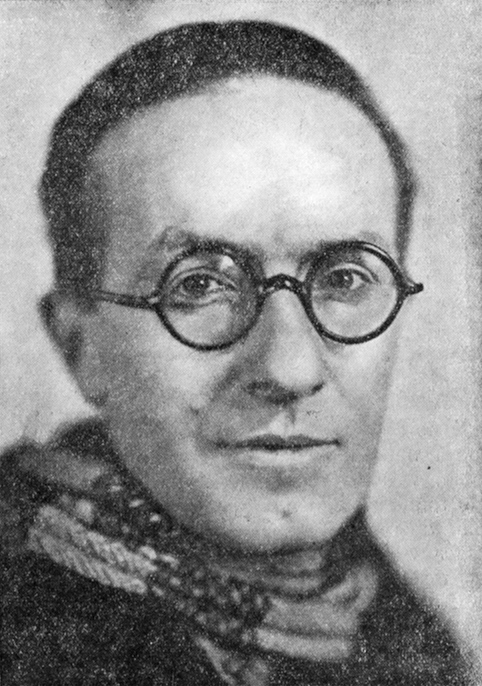
Jean Giraudoux, scriitor francez

- 1944: Jean Giraudoux, scriitor francez (n. 1882)
- 1948: Prințesa Marie Louise de Hanovra, cel mai mare copil al lui Ernest Augustus, prințul moștenitor de Hanovra (n. 1879)
- 1987: Nicolae Velea, prozator român (n. 1936)
- 1990: Alexandru Tatos, regizor român (n. 1937)
- 2009: Virgil Constantinescu, inginer român, membru și președinte al Academiei Române (n. 1931)
- 2011: Bartolomeu Anania, Mitropolitul Clujului, Albei, Crișanei și Maramureșului (n. 1921)
- 2013: Titus Raveica, politician român (n. 1935)
- 2015: Richard von Weizsäcker, politician german, fost președinte al RFG (1984-1994) (n. 1920)
- 2017: John Wetton, cântăreț, basist și chitarist britanic (n. 1949)
- 2020: Mary Higgins Clark, autoare americană de romane polițiste (n. 1927)
- 2022: Teofil Octavian Cepraga, jurnalist român (n. 1946)

## Sărbători
- Sf. Doctori, Făcători de minuni și fără de arginți Chir și Ioan (calendar ortodox)
- Ss. Ioan Bosco; Marcela, văduva (calendar romano-catolic)
- Sf. Chir și Ioan, medici fără plată (calendar greco-catolic)
- Nauru: Sărbatoare națională – Proclamarea independenței statului (1968 )